# Ijiraq (lune)
Pour les articles homonymes, voir Ijiraq.
Ijiraq, de son nom complet Saturne XXII Ijiraq, est l'un des satellites naturels de Saturne.
Il fut découvert en 2000 par l'équipe de Brett J. Gladman et reçut la désignation temporaire S/2000 S 6,.
Il est nommé Ijiraq, d'après une créature de la mythologie inuite.

## Historique du nom
L'ijiraq est une sorte de croque-mitaine, qui enlève les enfants et les cache à jamais. Les inuksugaq (ou inukshuk) de pierre servent à permettre à ces enfants de retrouver leur chemin s'ils convainquent l'ijiraq de les laisser repartir.
John J. Kavelaars, un astronome de l'Université McMaster, a suggéré ce nom afin de sortir l'astronomie de son ornière gréco-romano-élizabéthaine. Il a passé plusieurs mois à chercher des noms qui soient à la fois multi-culturels et canadiens, consultant des savants amérindiens, sans succès. En mars 2001, il lisait un conte inuit à ses enfants et eut une épiphanie (révélation). L'ijiraq joue à cache-cache, ce que font ces petites lunes de Saturne : elles sont difficiles à trouver, et froides comme le grand nord (l'équipe de découvreurs compte des canadiens, des norvégiens et des islandais — la nordicité est un point commun). Kavelaars contacta l'auteur du conte, Michael Arvaarluk Kusugak (en), pour obtenir son accord, et c'est ce dernier qui suggéra les noms de Kiviuq et de (90377) Sedna.